# James Pickens jr.
James Pickens jr. (Cleveland, 26 oktober 1954) is een Amerikaanse acteur, die het meest bekend is geworden door zijn rol als Dr. Richard Webber in de televisieserie Grey's Anatomy.
Pickens startte zijn carrière door de rol van Zack Edwards te spelen in de soapserie Another World van 1986 tot 1990. Hij is daarna doorgegaan met terugkerende rollen in Curb Your Enthusiasm, The West Wing, Roseanne, Beverly Hills, 90210 en Six Feet Under.